# Albin Wira
Albin Wira (* 19. Dezember 1953 in Chorzów) ist ein polnischer Fußballtrainer und ehemaliger polnischer -spieler.

## Werdegang
Der Mittelfeldspieler Albin Wira begann seine Profikarriere im Jahre 1973 bei Ruch Chorzów. Mit Ruch wurde Wira 1974, 1975 und 1979 polnischer Meister und 1974 polnischer Pokalsieger. Im Sommer 1982 wechselte Wira zum TuS Schloß Neuhaus aus Paderborn, der gerade in die 2. deutsche Bundesliga aufgestiegen war. Für die Neuhäuser absolvierte Albin Wira 15 Zweitligaspiele, bei denen ihm kein Tor gelang. Nachdem Schloß Neuhaus am Saisonende als Tabellenletzter wieder abgestiegen war, spielte Wira noch zwei Jahre für den Verein in der Oberliga Westfalen. Im Sommer 1985 fusionierte der TuS Schloß Neuhaus mit dem Lokalrivalen 1. FC Paderborn zum TuS Paderborn-Neuhaus, für den Wira noch ein Jahr spielte, bevor er zu Ruch Chorzów zurückkehrte. 1989 wurde er mit dem Verein 1989 noch einmal polnischer Meister. Gleichzeitig beendete er seine Karriere.
Später schlug er eine Trainerlaufbahn ein und trainierte dreimal GKS Tychy, zweimal Ruch Chorzów sowie die Vereine Polonia Bytom und Podbeskidzie Bielsko-Biała.

## Erfolge
- Polnischer Meister: 1974, 1975, 1979, 1989
- Polnischer Pokalsieger: 1974